# Henckelia
Genre
Classification phylogénétique
Henckelia est un genre de plantes à fleurs de la famille des Gesneriaceae. Le nom Henckelia a été créé en l'honneur de Leo F. V. Henckel (1785-1861).
Le genre compte plus de 170 espèces, dans toute l'Asie du Sud-Est, depuis l'Inde jusqu'en Nouvelle-Guinée.

## Liste d'espèces
- Henckelia crinita (Jack) Spreng. : Péninsule malaise
- Henckelia geitleri (A.Weber) A.Weber
- Henckelia hispida (Ridl.) A.Weber
- Henckelia incana (Vahl) Spreng
- Henckelia platypus (Jack) Spreng. : Péninsule malaise
- Henckelia puncticulata (Ridl.) A.Weber
- Henckelia quinquevulnera (Ridl.) A.Weber : Péninsule malaise

Selon NCBI (2 Sep 2010) :
- Henckelia albomarginata
- Henckelia corrugata
- Henckelia ericii
- Henckelia floccosa
- Henckelia humboldtiana